# 孔卡尔诺
孔卡尔诺（法語：Concarneau，發音：[kɔ̃kaʁno]），法国西北部城市，布列塔尼大区菲尼斯泰尔省的一个市镇，隶属于坎佩尔区，其市镇面积为41.08平方公里，2022年1月1日时人口数量为20,632人，是该省人口第三多的市镇，仅次于大型军港布雷斯特和省会坎佩尔，在法国市镇中排名第487位。
孔卡尔诺位于菲尼斯泰尔省西南部，大西洋海滨，是一个区域性的工商业中心，同时也是布列塔尼半岛重要的旅游城市，因孔卡尔诺城塞而闻名。

## 地名

### 汉语译名
在中文谷歌地图及部分汉语工具书中，Concarneau被译为孔卡诺。

## 历史

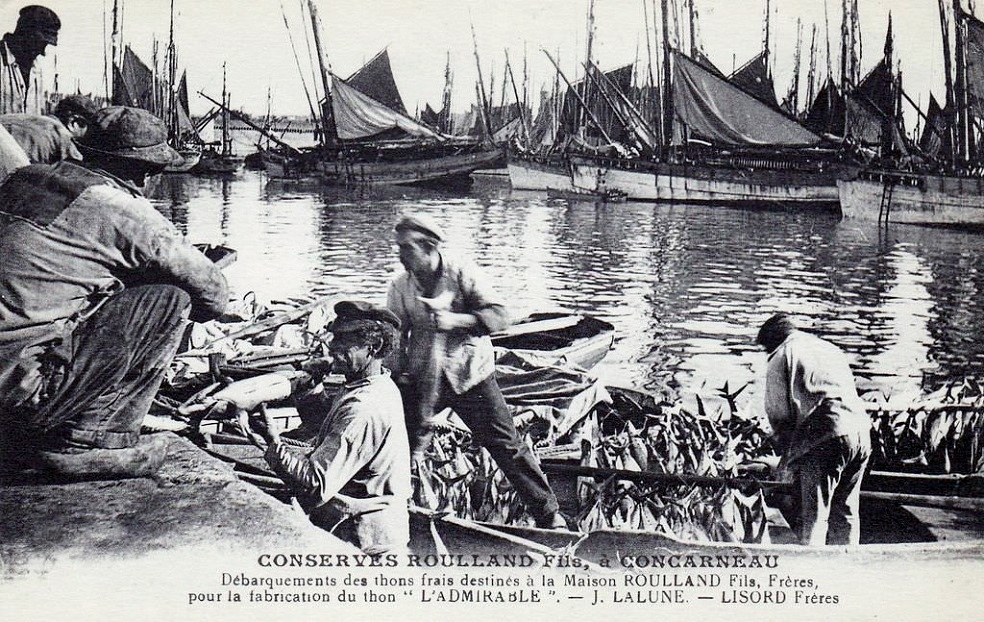
20世纪初孔卡尔诺港口的渔民

孔卡尔诺地区曾发现新石器时期的人类活动遗迹，而当地有记录的建城史则始于中世纪中期。彼时，孔卡尔诺是伯泽克（Beuzec）堂区的一部分，当地出现了一处为纪念圣人盖诺莱而修建的天主教堂。11世纪后，孔卡尔诺因渔业而兴盛，当地城市逐渐扩张，12世纪时被设为一个帕古斯（Pagus），成为一个区域性的行政中心。15世纪末，孔卡尔诺被查理八世率领的法兰西军队占领。宗教战争期间，天主教徒和新教徒在孔卡尔诺发生了多次冲突，当地港口附近的一处岛礁被开辟为孔卡尔诺城塞，17世纪时又被军事工程师沃邦进行了扩张和加固，成为布列塔尼西南部重要的军事防御设施。法国大革命后，孔卡尔诺成为菲尼斯泰尔省的一个市镇。工业革命期间，一条连接孔卡尔诺和罗斯波尔当的铁路建成通车，当地因海洋食品加工而成为一座区域性的工商业中心，沙丁鱼罐头是当地的代表性产品。20世纪后，孔卡尔诺发展成为重要的旅游城市。二战期间，孔卡尔诺被纳粹德军占领，当地出现了多个抵抗运动组织。1945年，伯泽克-孔克整体并入孔卡尔诺的市镇范围。

## 地理

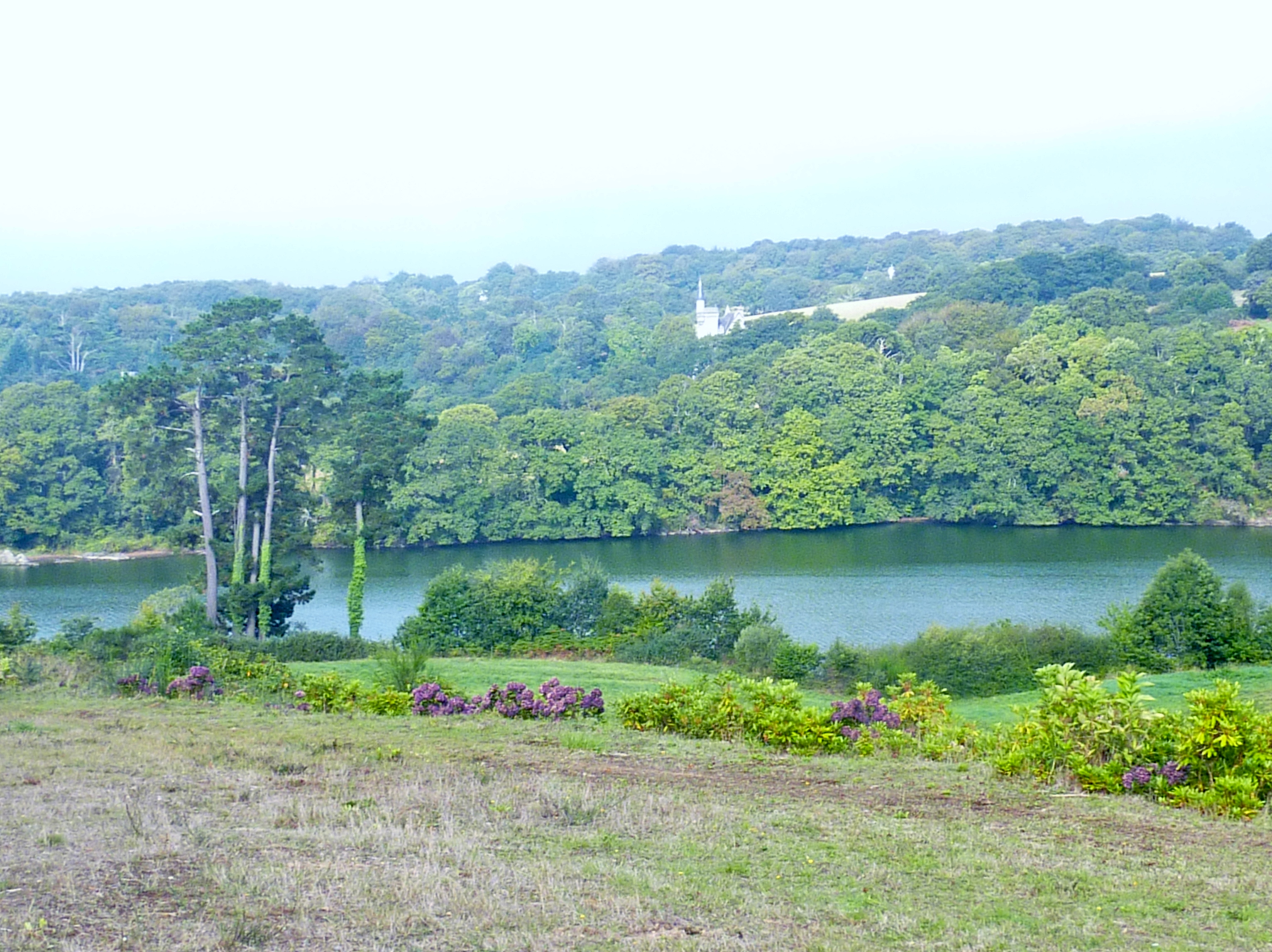
莫罗斯河

孔卡尔诺位于法国西北部，布列塔尼大区西南部和菲尼斯泰尔省南部，距离省会坎佩尔大约21公里。与孔卡尔诺接壤的市镇包括：圣伊维、拉福雷富埃南、梅尔旺、特雷甘。

### 地形
孔卡尔诺位于布列塔尼半岛西南部海滨，在地质学上属于阿摩里卡丘陵南部，境内以浅丘为主，全境海拔在0到106米之间。

### 水文
孔卡尔诺位于莫罗斯河入海口附近，该河是一条峡湾河流，部分河段被截断形成人工水库。

### 植被
孔卡尔诺属于温带落叶林区，林地主要分布于河流两岸。
在鲜花城市的评比中，孔卡尔诺被评为3星级鲜花城市。

### 气候
孔卡尔诺在柯本气候分类法中属于温带海洋性气候。
距离孔卡尔诺最近的气象站位于梅尔旺境内，以下为该气象站的数据（其中日照数据取自坎佩尔）：
| 梅尔旺1981年－2019年 | 梅尔旺1981年－2019年 | 梅尔旺1981年－2019年 | 梅尔旺1981年－2019年 | 梅尔旺1981年－2019年 | 梅尔旺1981年－2019年 | 梅尔旺1981年－2019年 | 梅尔旺1981年－2019年 | 梅尔旺1981年－2019年 | 梅尔旺1981年－2019年 | 梅尔旺1981年－2019年 | 梅尔旺1981年－2019年 | 梅尔旺1981年－2019年 | 梅尔旺1981年－2019年 |
| 月份                 | 1月                  | 2月                  | 3月                  | 4月                  | 5月                  | 6月                  | 7月                  | 8月                  | 9月                  | 10月                 | 11月                 | 12月                 | 全年                 |
| -------------------- | -------------------- | -------------------- | -------------------- | -------------------- | -------------------- | -------------------- | -------------------- | -------------------- | -------------------- | -------------------- | -------------------- | -------------------- | -------------------- |
| 历史最高温 °C（°F）  | 15.5 (59.9)          | 19 (66)              | 24 (75)              | 26.8 (80.2)          | 30.5 (86.9)          | 34.6 (94.3)          | 36.5 (97.7)          | 39.2 (102.6)         | 31.6 (88.9)          | 29.5 (85.1)          | 19.8 (67.6)          | 17 (63)              | 39.2 (102.6)         |
| 平均高温 °C（°F）    | 9.4 (48.9)           | 10 (50)              | 12.5 (54.5)          | 14.7 (58.5)          | 18.2 (64.8)          | 21.4 (70.5)          | 23.4 (74.1)          | 23.5 (74.3)          | 21.2 (70.2)          | 16.9 (62.4)          | 12.7 (54.9)          | 10 (50)              | 16.2 (61.2)          |
| 日均气温 °C（°F）    | 6.5 (43.7)           | 6.6 (43.9)           | 8.5 (47.3)           | 10.1 (50.2)          | 13.4 (56.1)          | 16.2 (61.2)          | 18.1 (64.6)          | 18.1 (64.6)          | 16 (61)              | 12.9 (55.2)          | 9.2 (48.6)           | 7 (45)               | 11.9 (53.4)          |
| 平均低温 °C（°F）    | 3.6 (38.5)           | 3.2 (37.8)           | 4.5 (40.1)           | 5.5 (41.9)           | 8.6 (47.5)           | 11 (52)              | 12.8 (55.0)          | 12.6 (54.7)          | 10.8 (51.4)          | 8.9 (48.0)           | 5.7 (42.3)           | 4 (39)               | 7.6 (45.7)           |
| 历史最低温 °C（°F）  | −11 (12)             | −10 (14)             | −8 (18)              | −4.2 (24.4)          | −1.4 (29.5)          | 2.2 (36.0)           | 4 (39)               | 4 (39)               | 3 (37)               | −2.5 (27.5)          | −4.8 (23.4)          | −7.2 (19.0)          | −11 (12)             |
| 平均降水量 mm（）    | 129.9 (5.11)         | 100.9 (3.97)         | 89.9 (3.54)          | 78.2 (3.08)          | 83.4 (3.28)          | 55.3 (2.18)          | 63 (2.5)             | 64 (2.5)             | 80.2 (3.16)          | 121.4 (4.78)         | 128.4 (5.06)         | 137.4 (5.41)         | 1,132 (44.6)         |
| 月均日照時數         | 65.9                 | 85.7                 | 126.5                | 170.7                | 194.2                | 215.9                | 194.3                | 194                  | 177.3                | 111.5                | 77.9                 | 70.1                 | 1,684                |
| 来源：infoclimat.fr  |                      |                      |                      |                      |                      |                      |                      |                      |                      |                      |                      |                      |                      |

## 行政区划
孔卡尔诺是法国布列塔尼大区菲尼斯泰尔省的一个市镇，编号为29039。孔卡尔诺隶属于坎佩尔区，隶属于菲尼斯泰尔省第八选区，管理孔卡尔诺县，同时也是孔卡尔诺城市圈公共社区的办公驻地。
孔卡尔诺市镇被划为5个街区，并实行街区自治制度。
法国国家统计与经济研究所（简称）在进行数据统计时，将孔卡尔诺及相邻的特雷甘设为孔卡尔诺城市核心区和孔卡尔诺城市区。自2020年起，孔卡尔诺城市区被包含58个市镇的坎佩尔城市辐射区代替。同时，还将孔卡尔诺市镇分为了8个“块区”（IRIS），以便于统计人口分布情况。

## 交通

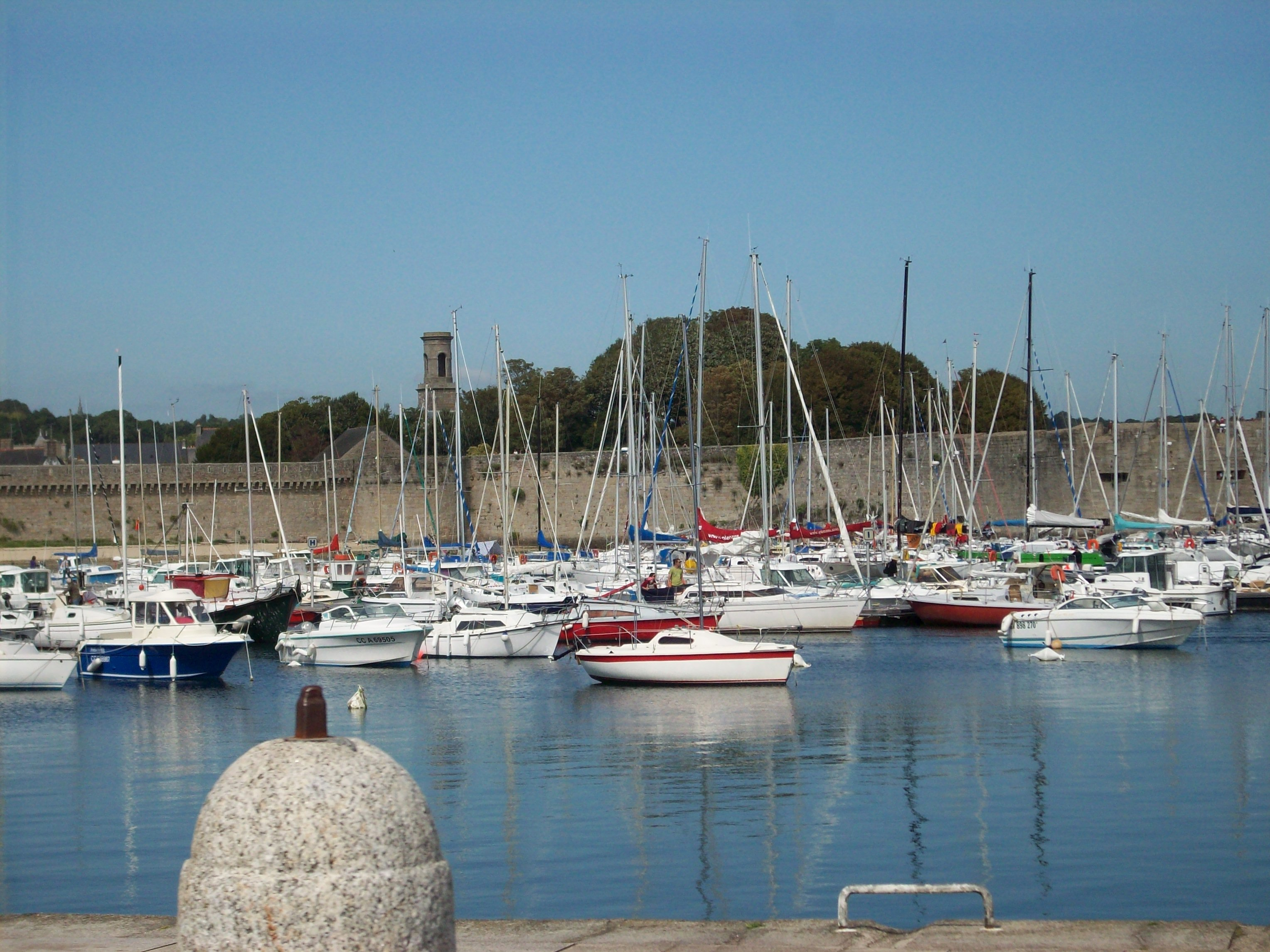
孔卡尔诺港口

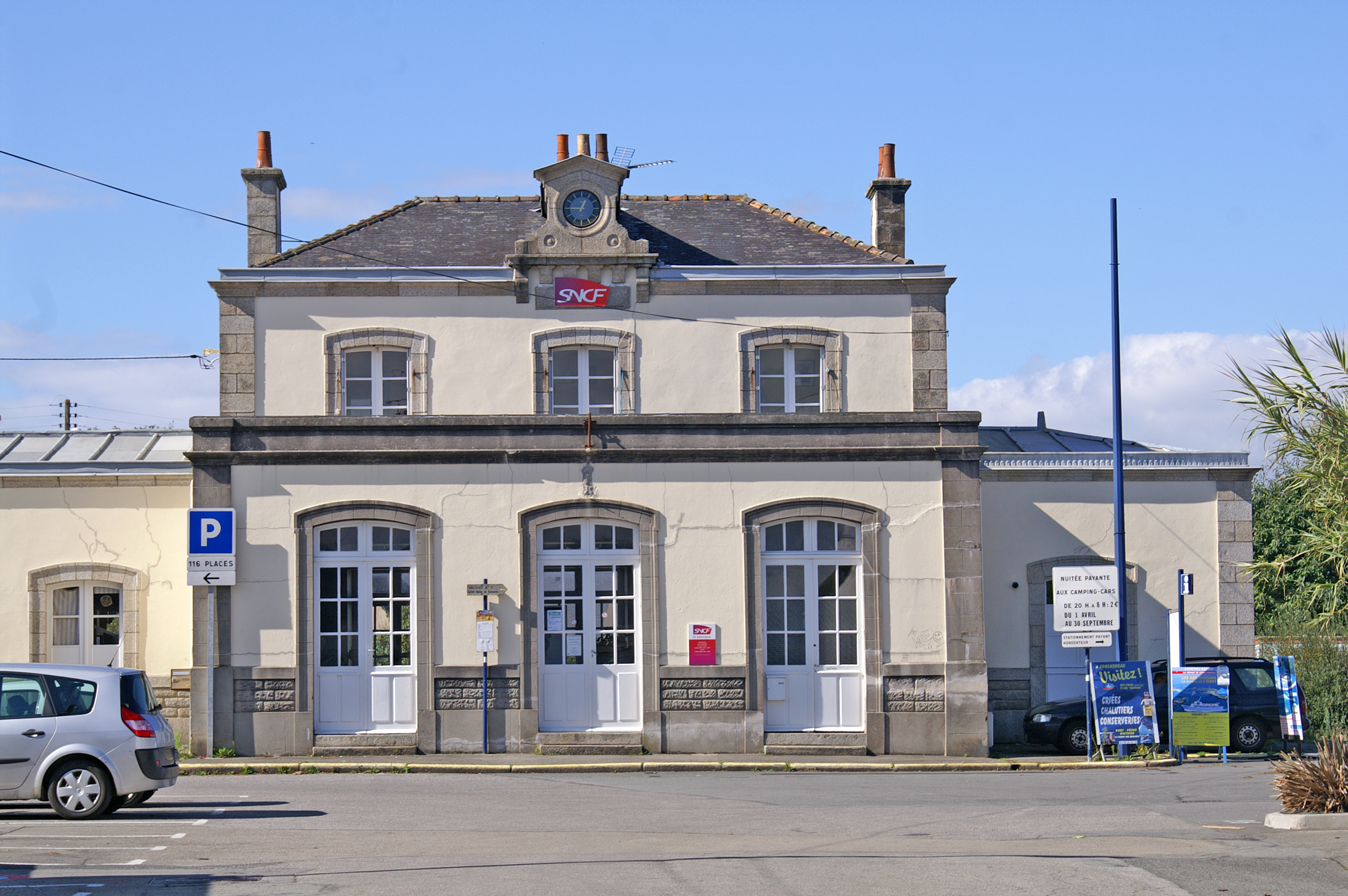
孔卡尔诺火车站旧址

### 公路
多条菲尼斯泰尔省省道在孔卡尔诺境内交汇，布列塔尼大区下属的城际客运提供巴士线路，可前往省会坎佩尔。
2017年，63.2%的孔卡尔诺家庭拥有至少一辆的私人汽车。2019年，孔卡尔诺境内共发生各类交通事故44起，造成1人遇难，54人受伤。

### 铁路
孔卡尔诺位于罗斯波尔当－孔卡尔诺铁路的终点，该铁路大部分路段已于20世纪末停止运行。
距离孔卡尔诺最近的客运火车站为罗斯波尔当站，该站距离孔卡尔诺市区大约13公里，停靠往返于雷恩和坎佩尔一线的区域列车，亦有少量可直达巴黎的高铁班次。

### 航空
距离孔卡尔诺最近的民用航空站为坎佩尔机场，距离孔卡尔诺市中心的公路里程约32公里。

### 水运
孔卡尔诺港开行前往莱格莱南群岛的轮渡。

### 城市公共交通
孔卡尔诺城市公共交通（商业名称为）是当地的城市公共交通系统。截至2021年3月，该系统共包括6条公交线路，路网覆盖了孔卡尔诺市区内的主要街道和居民区。

## 政治

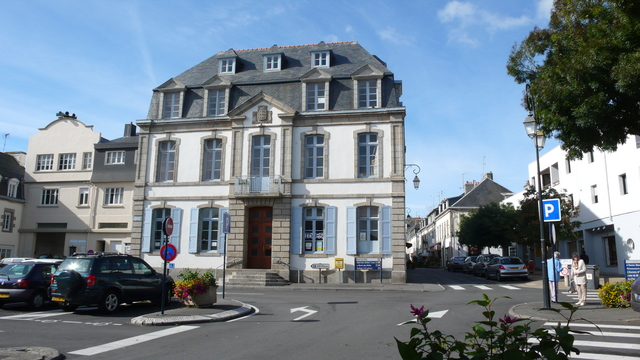
孔卡尔诺市政厅

孔卡尔诺的现任市长为马克·比戈先生（Marc Bigot），他是一名右翼无党派人士，在2020年的市政选举中获得了44.55%的支持率。
在2017年的法国总统大选中，法国第25任总统埃马纽埃尔·马克龙在孔卡尔诺获得了76.77%的支持率。
| 孔卡尔诺历届市长 |                    |                                |
| 任期             | 市长               | 党派                           |
| 1944年－1945年   | 阿尔丰斯·迪奥      | PCF法国共产党                  |
| 1945年－1947年   | 罗贝尔·让          | PCF法国共产党                  |
| 1947年－1948年   | 阿兰·让·勒代尔武埃 | SFIO工人国际法国支部           |
| 1948年－1971年   | 夏尔·利纳蒙        | SFIO工人国际法国支部 →PS社会党 |
| 1971年－1977年   | 伊夫·库舒龙        | RPR保衛共和聯盟                |
| 1977年－1980年   | 罗贝尔·让          | PCF法国共产党                  |
| 1980年－1983年   | 约瑟夫·阿尔古阿克  | PCF法国共产党                  |
| 1983年－2008年   | 吉尔贝·勒布里      | PS社会党                       |
| 2008年－2020年   | 安德烈·菲德兰      | UMP人民运动联盟 →LR共和黨      |
| 2020年－         | 马克·比戈          | DVD右翼无党派人士              |

## 人口
2018年，孔卡尔诺市镇人口数量为19,502，在法国排名第487位。其中男性8,780人，女性10,270人，75岁及以上人口占12.5%，外籍人口数量为4,318人，人口密度为475人/平方公里，当地居民被称为（男性）或（女性）。2019年，孔卡尔诺境内出生131人，死亡人口292人。
| 年份   | 1936  | 1946   | 1954   | 1962   | 1968   | 1975   | 1982   | 1990   | 1999   | 2006   | 2011   | 2016   | 2018   |
| ------ | ----- | ------ | ------ | ------ | ------ | ------ | ------ | ------ | ------ | ------ | ------ | ------ | ------ |
| 人口數 | 5,878 | 10,519 | 10,341 | 15,907 | 17,801 | 18,759 | 17,984 | 18,630 | 19,453 | 19,953 | 18,826 | 19,046 | 19,502 |

## 经济
孔卡尔诺是一个区域性的中心城市，当地共有各类用人单位3,128家，平均历史为17年，其中98.2%为中小型企业（PME）。（海洋食品批发）、（零售）及（海洋食品生产）是当地2019年营业额最高的三个企业，分别为35,069,000欧元、17,898,000欧元和17,561,000欧元。

## 财政收入
2019年，孔卡尔诺的财政收入总额为25,770,300欧元，财政支出总额为22,328,300欧元，当年的债务总额为23,725,000欧元。2020年，孔卡尔诺共获得1,859,222欧元的国家财政补助，比上一年减少了0.06%。
2015年，孔卡尔诺的人均月收入总额为2,263欧元，其中高级职员为4,244欧元，高于法国平均水平（4,103欧元）；中级职员为2,502欧元，高于法国平均水平（2,311欧元）；普通职员为1,789欧元，亦高于法国平均水平（1,662欧元）。
2017年，孔卡尔诺境内的青壮年（15至64岁）失业率为15.2%，当地52.6%的家庭拥有纳税资格，平均纳税2,744欧元，低于法国平均水平（3,888欧元）。

## 社会事务

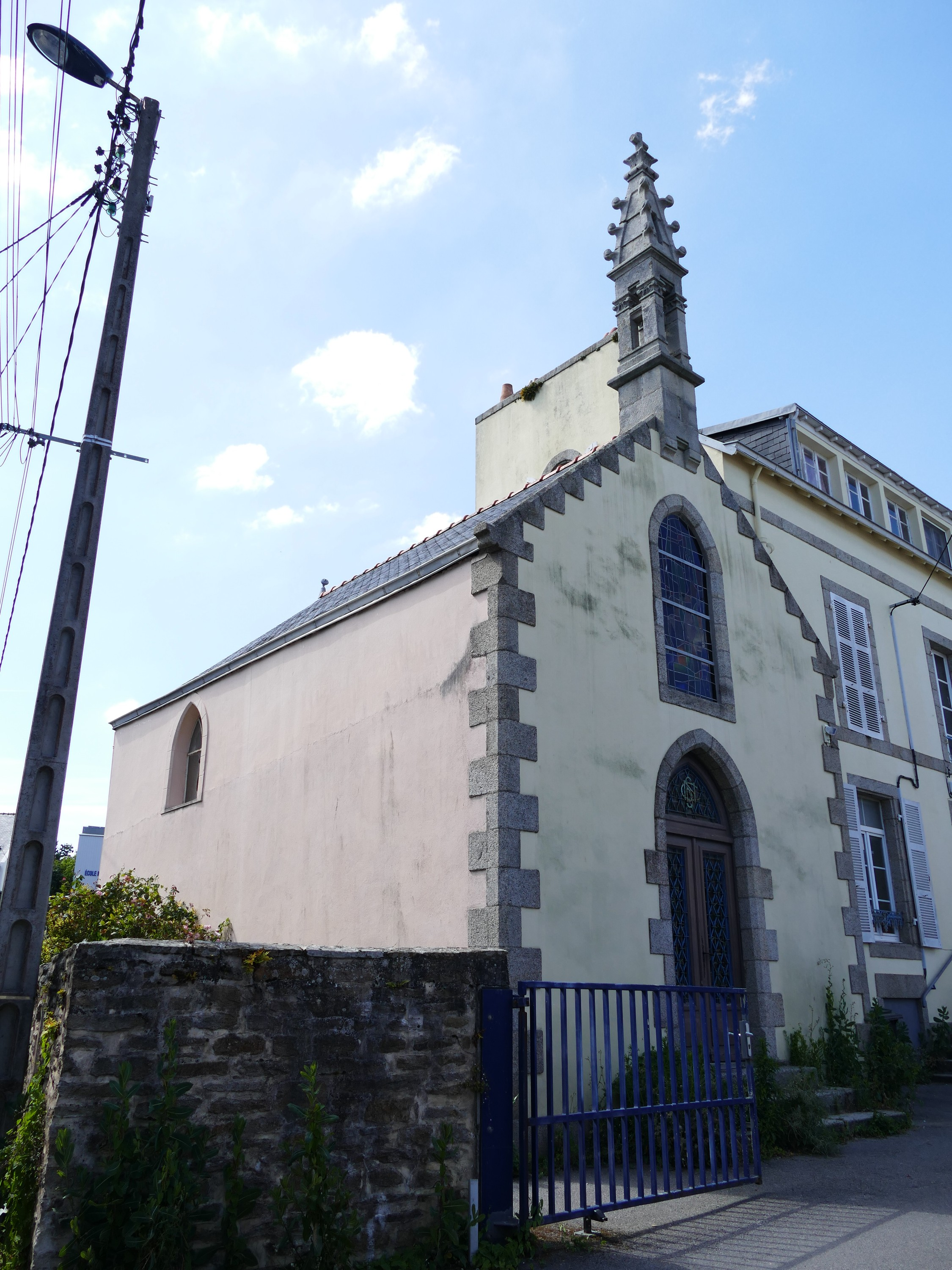
孔卡尔诺圣母中学

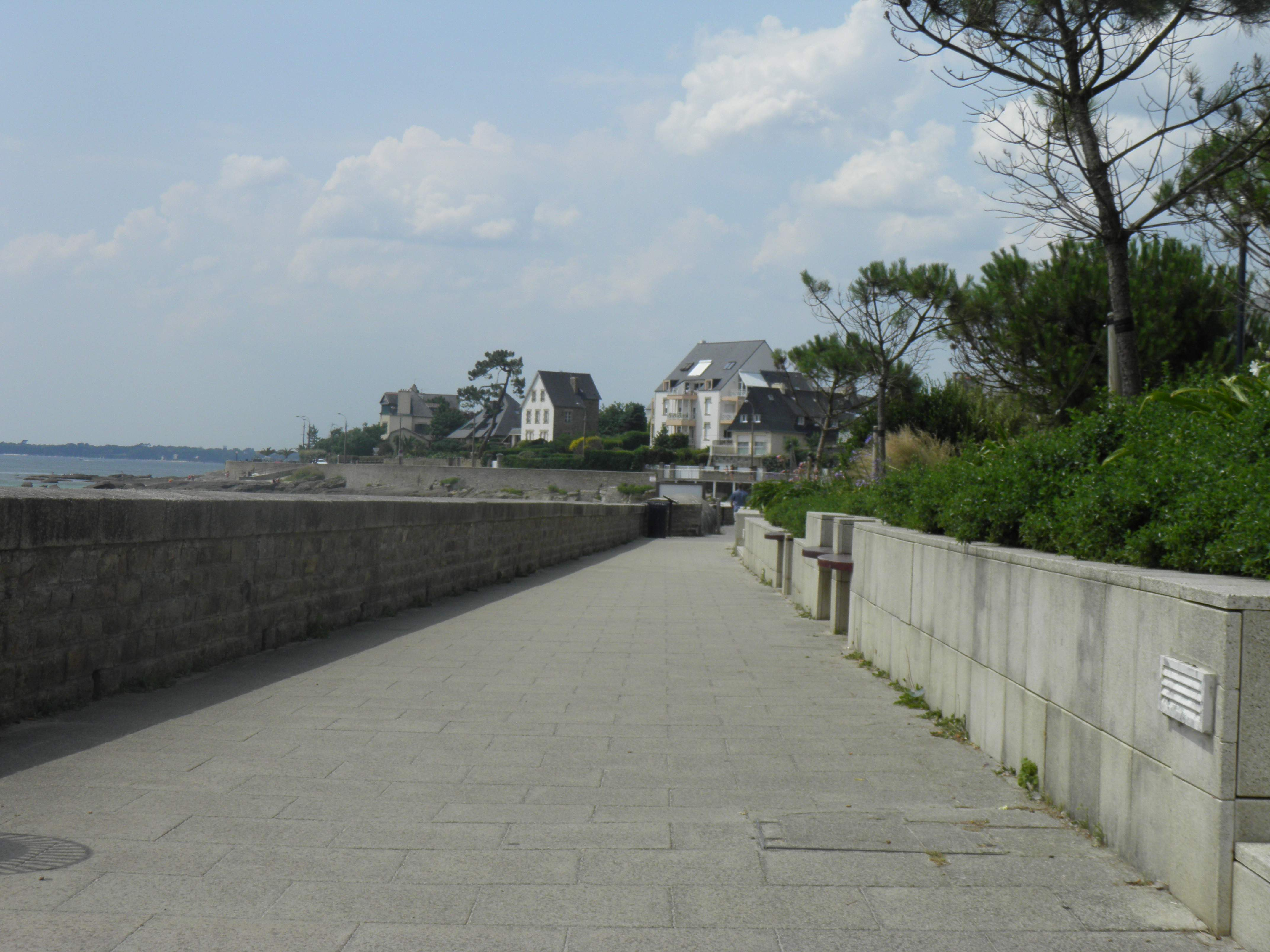
孔卡尔诺海滨走廊

### 教育
孔卡尔诺属于雷恩学区。截止2019年1月1日，孔卡尔诺境内共有3所幼儿园、9所小学、3所初级中学、2所普通高中和1所职业高中。 2018至2019学年度，孔卡尔诺境内共有在校中等教育阶段学生2,405名。

### 医疗
截止2019年1月1日，孔卡尔诺境内共有全科医生21名、保健师31名、牙医12名、护士33名、眼科医生1名、助产士2名和妇科医生1名。境内共有药房9家、养老院2家、残疾人帮扶中心3家。
孔卡尔诺是“科努瓦耶市际中心医院”（Centre hospitalier intercommunal de Cornouaille）的服务范围，后者是法国的一个区域性医疗机构，其主病区位于坎佩尔市区，同时在孔卡尔诺设有一个拥有319个床位的病区，是当地规模最大的公立综合性医院。

### 住房
2017年，孔卡尔诺境内共有各类住房13,341套，其中59.7%为独立式居民区，39.6%为集中式居民区。常住房屋占孔卡尔诺市镇范围内居民建筑总量的75.1%。
在住房保障政策方面，2017年，孔卡尔诺境内共有2,030户家庭获得了住房经济补助，受益人数占总人口数量的10.7%，其中1,930份为房租补助。

### 商业
2019年，孔卡尔诺境内共有各类实体商铺567家，其中餐厅98家、大型超市9家、杂货店3家、面包房17家、肉铺9家、书店8家、装饰品店2家、银行门店14家、美容美发店30家、汽车维修店30家。市区北部建有大型开放式商业街区。

### 体育
2019年，孔卡尔诺境内共有2家游泳池、3间体育馆、1座综合体育场、9处网球场、2处马术场、8处足球或橄榄球场以及1处篮球或排球场。
截至2021年3月，孔卡尔诺境内共有两支注册足球俱乐部：
- 孔卡尔诺体育联盟（法语：Union sportive concarnoise），成立于1911年，2020至2021赛季参加法国全国联赛（法丙）[46]。
- 孔卡尔诺白鼬（Hermine Concarnoise），2020至2021赛季参加布列塔尼大区足球联赛（法语：Ligue de Bretagne de football）[47]。

### 环境
孔卡尔诺的环境事务由其所属的公共社区负责。2019年，孔卡尔诺境内共有2家污染企业。

### 治安
2019年，孔卡尔诺市镇范围内有1处派出所。
2014年，孔卡尔诺及附近地区共发生各类案件1,114起，其中盗窃类案件638起，经济类案件122起，毒品交易类案件139起。

## 文化
2019年，孔卡尔诺境内共有1家电影院和1家博物馆。孔卡尔诺市政府提供多媒体中心，向公众全年开放。

### 建筑
孔卡尔诺境内有多处法国国家文物保护单位，其中孔卡尔诺城塞、凯里奥莱特城堡等为当地的代表性建筑物。

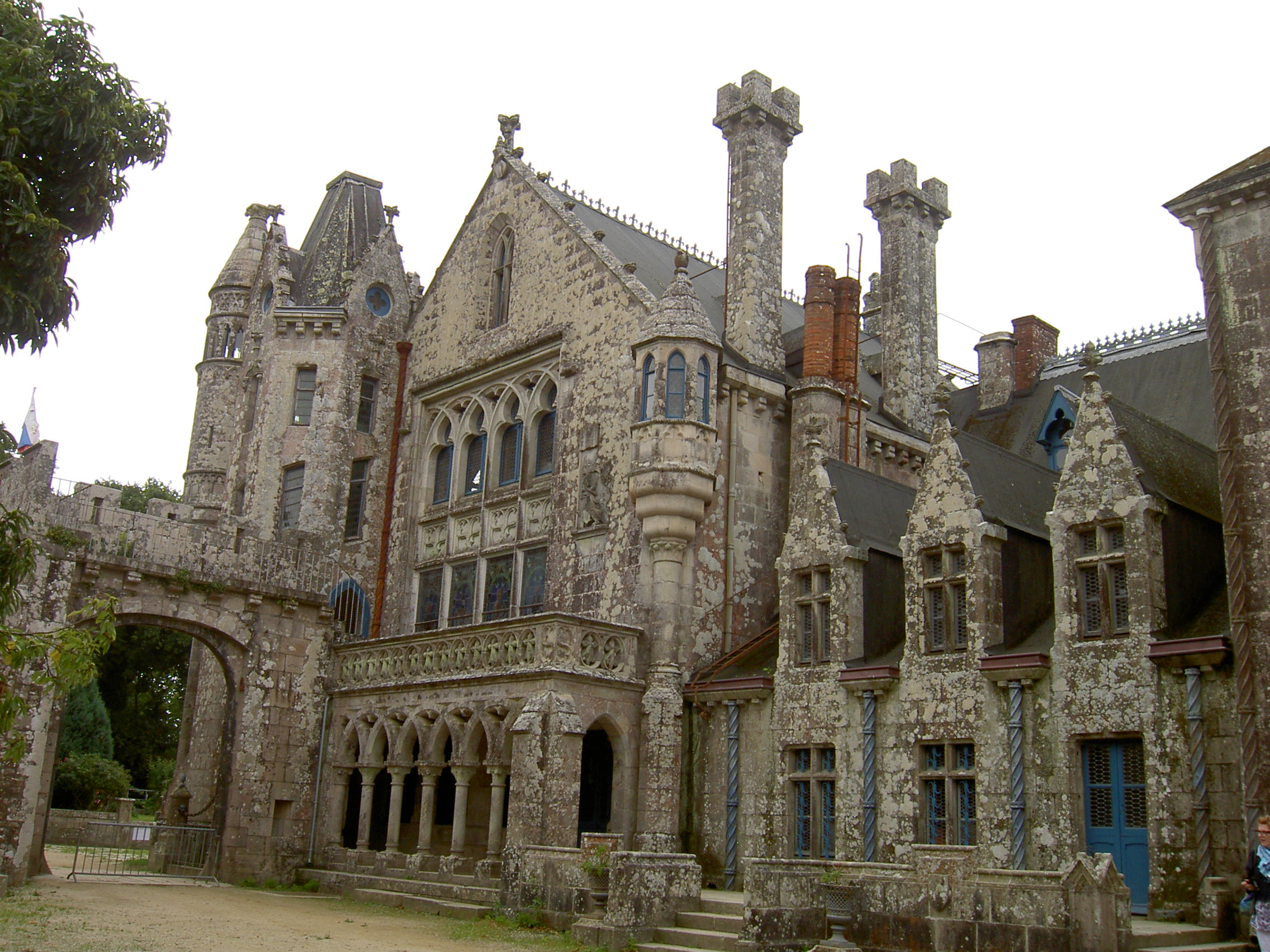
凯里奥莱特城堡（法语：Château de Kériolet）
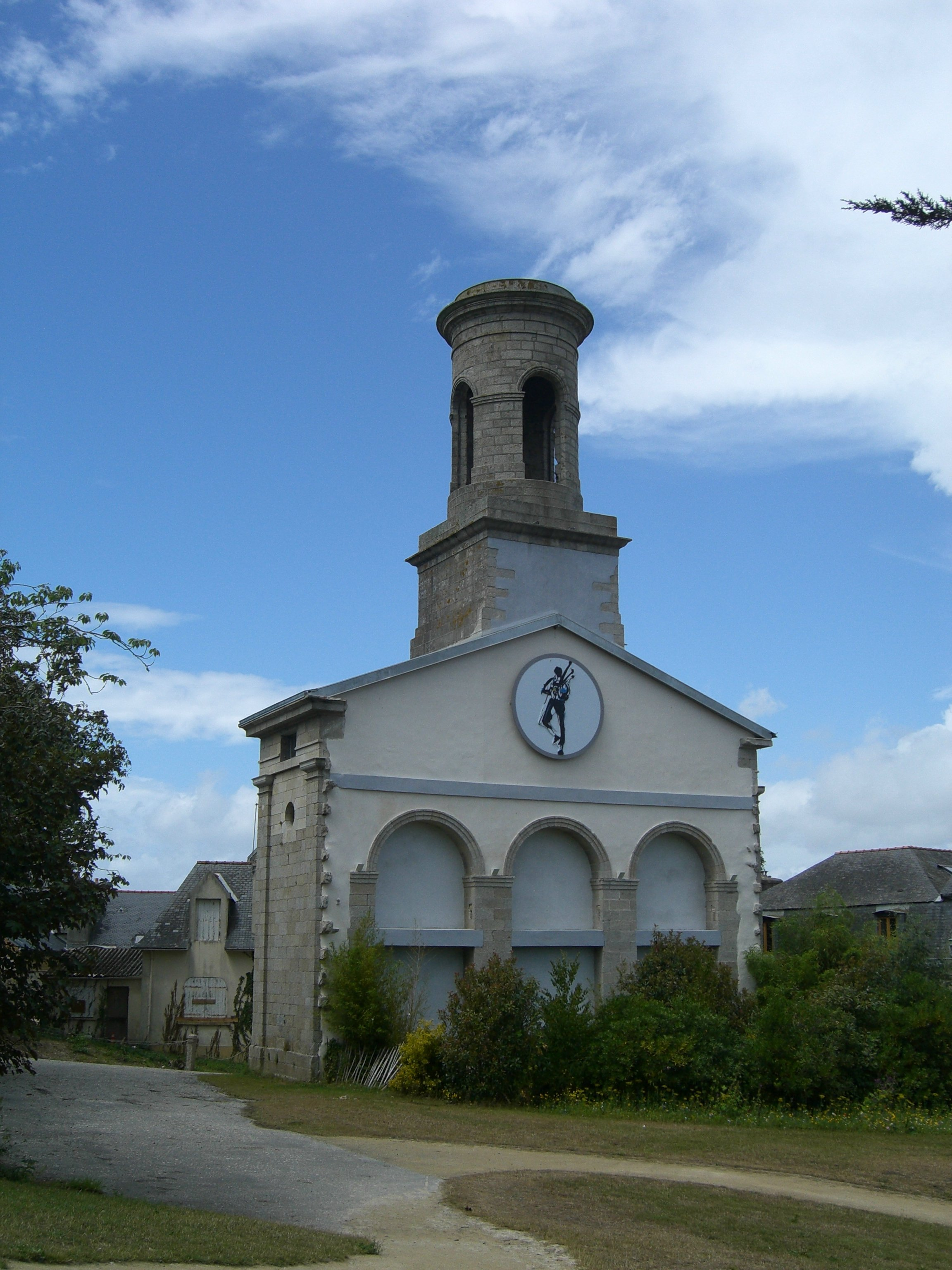
圣盖诺莱教堂
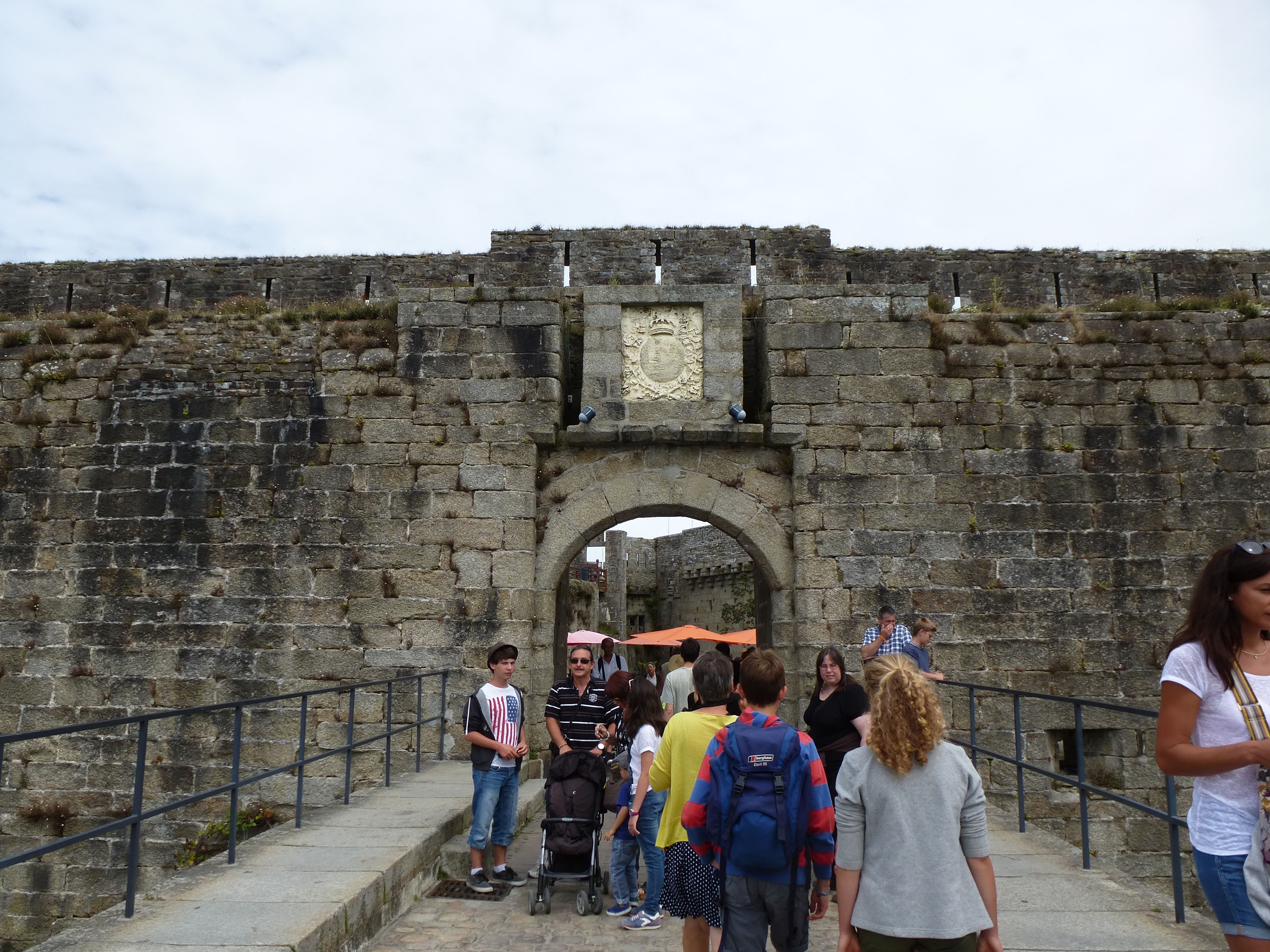
城塞城门
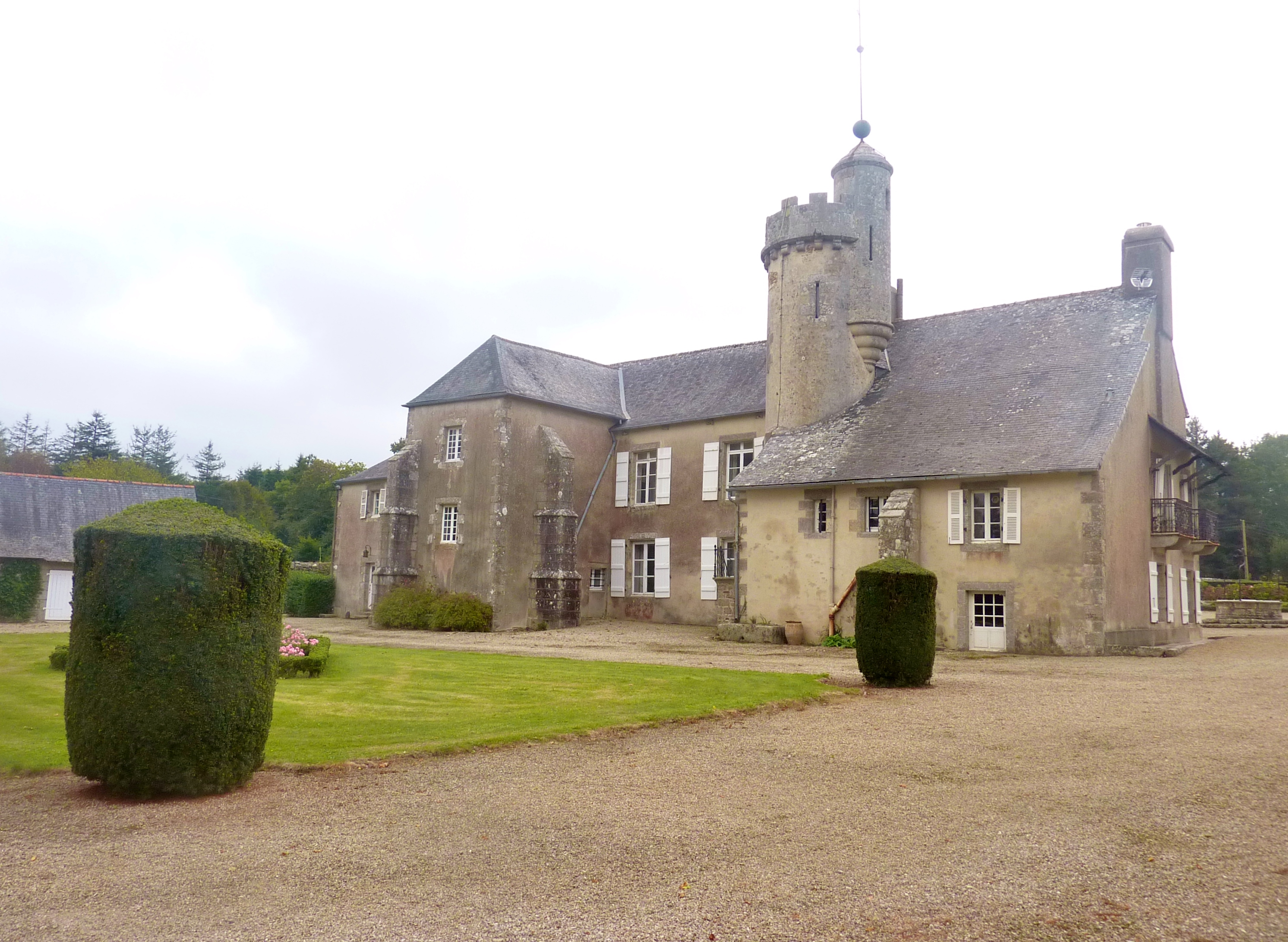
莫罗斯庄园
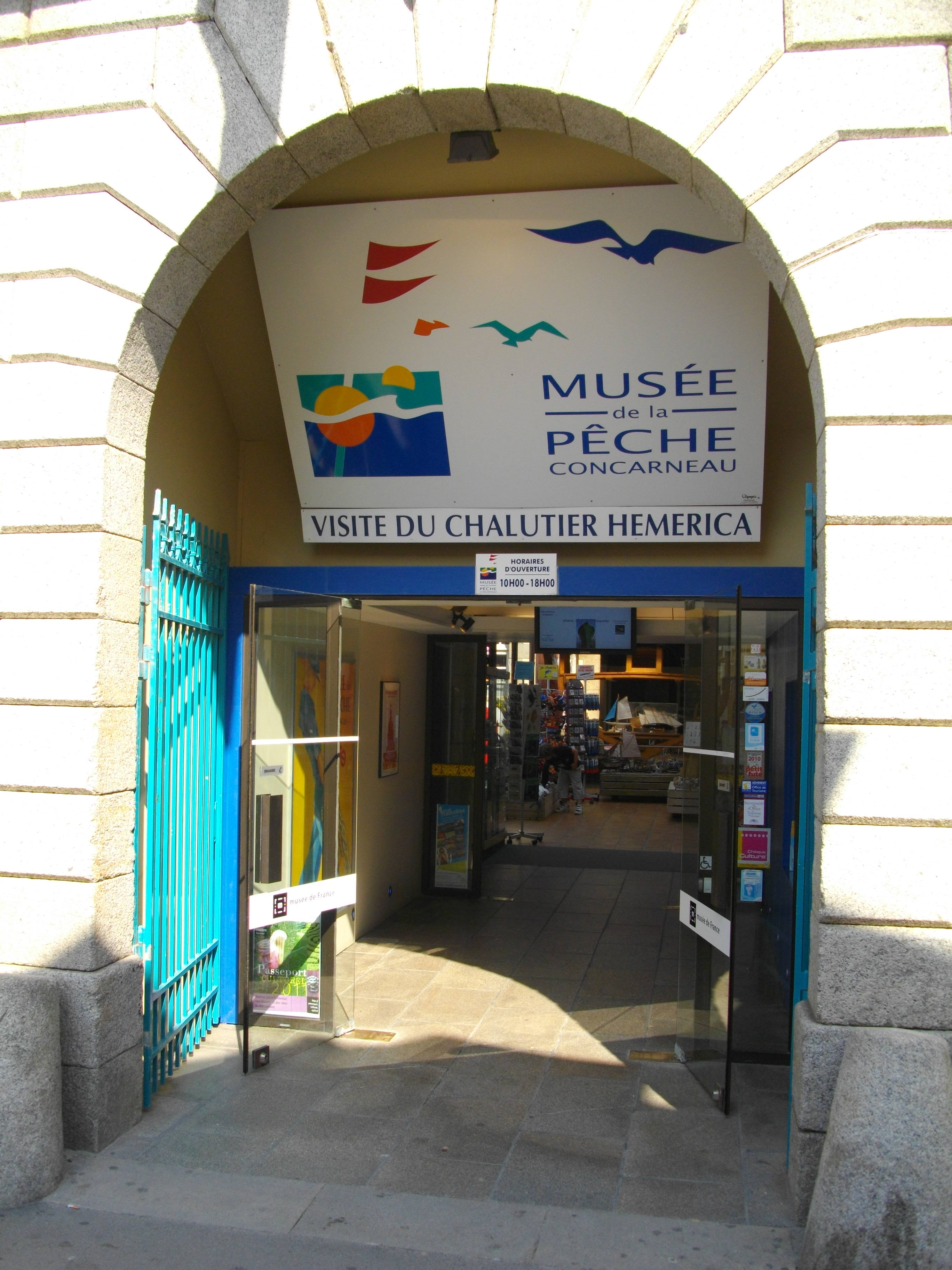
垂钓博物馆（法语：Musée de la pêche de Concarneau）
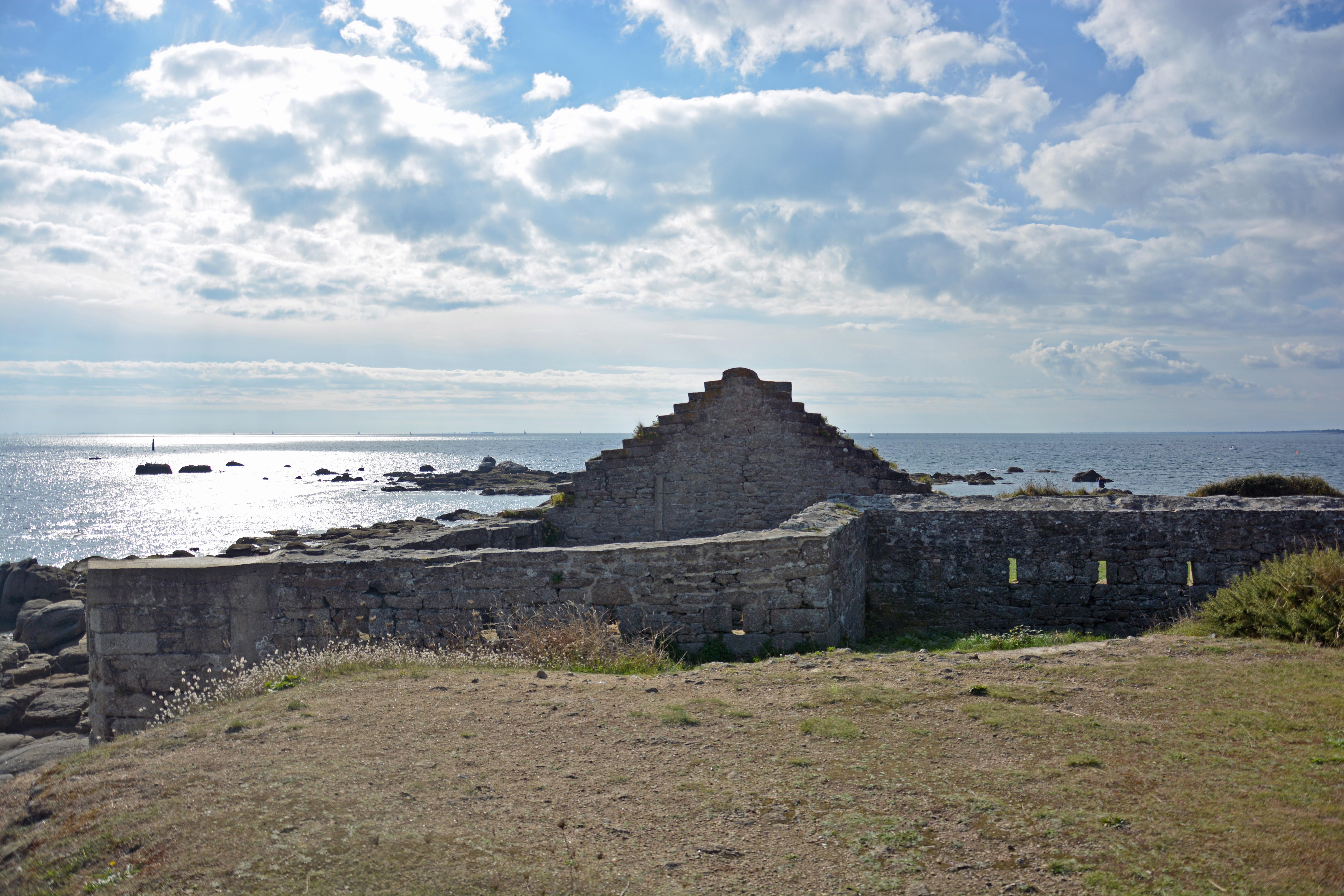
卡贝卢城堡遗址
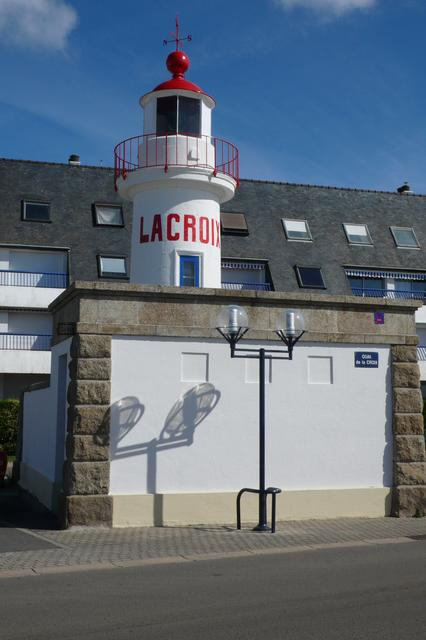
十字灯塔

### 旅游
孔卡尔诺的旅游事务由其所属的公共社区负责。2020年，孔卡尔诺境内共有10家宾馆共计288间房间；另有5个露营地，可容纳共762辆露营车。

### 媒体
法国主要的媒体均可在孔卡尔诺接收，法国电视三台下属的布列塔尼大区频道在部分时段播出孔卡尔诺所属区域的地方新闻。

### 语言
孔卡尔诺所处的布列塔尼地区历史上通用布列塔尼语。2012年9月，当地政府签署《布列塔尼语宪章》，支持布列塔尼语在其市镇范围内的推广。

## 相关人物
法国画家阿尔弗雷德·吉尤、汽车工程师路易·科阿塔朗、足球运动员史提芬·古華治和自行车运动员弗洛里安·吉尤出生于孔卡尔诺。

## 友好城市
截至2021年3月，孔卡尔诺共与三座城市互为友好城市关系：
- 德国 比勒费尔德
- 英格兰 彭赞斯
- 塞内加尔 姆布爾